# Episodi di Dragon Ball Z (terza stagione)
La terza stagione della serie televisiva anime Dragon Ball Z si intitola Saga di Freezer (フリーザ編?, Furīza hen) e comprende gli episodi dal 75 al 107. È prodotta da Toei Animation con regia di Daisuke Nishio, basata sul manga Dragon Ball di Akira Toriyama. La stagione narra la resa dei conti tra i protagonisti e il malvagio Freezer al termine della contesa per le sfere del drago, culminante nel duello tra Goku e il tiranno extraterrestre.
La stagione è andata in onda in Giappone su Fuji TV di mercoledì dal 23 gennaio all'11 settembre 1991. L'edizione italiana è stata trasmessa in prima visione su Italia 1 dal 28 giugno al 4 agosto 2000: andò in onda dapprima un episodio al giorno dal lunedì al sabato, con la riduzione del sabato dall'8 luglio e l'aggiunta di due episodi domenicali dal 23 luglio.
Le sigle impiegate nell'edizione originale sono Cha-La Head-Cha-La di Hironobu Kageyama per l'apertura e Detekoi tobikiri Zenkai Power! di Manna per la chiusura, sostituite nel passaggio televisivo italiano dalla sigla unica What's My Destiny Dragon Ball, cantata da Giorgio Vanni.

## Lista episodi
| Nº  | Titolo italiano Giapponese 「Kanji」 - Rōmaji | In onda           | In onda        |
| Nº  | Titolo italiano Giapponese 「Kanji」 - Rōmaji | Giapponese        | Italiano       |
| 75  | Il drago di Namecc 「七ッの玉を揃えし者よ... さあ合言葉を言え!」 - Nanā no Tama o Soroeshi Mono yo... Sā Aikotoba o Ie! | 23 gennaio 1991   | 28 giugno 2000 |
| 75  | Sconfitti tutti i nemici, Vegeta, provato dagli scontri, decide di recuperare le forze con un sonnellino, mentre Gohan rimane a tenere d'occhio le sfere del drago da solo, perché Crilin parte subito per tornare dal Capo Anziano in cerca di qualcuno che possa rivelargli come attivarle. Ad un tratto incrocia in volo Dende, che dopo essere atterrato sul campo di battaglia e aver visto i corpi di Rikoom e Butter era ripartito proprio per cercare i suoi amici. I due tornano insieme da Gohan, prendono tutte le sfere e, controllato che Vegeta stesse ancora dormendo, le portano in un punto poco lontano. Lì Dende evoca Polunga con la formula in namecciano: l'enorme drago compare e gli comunica che chi ha radunato le sfere può esprimere fino a tre desideri. Freezer, in volo dopo aver battuto Nail e preoccupato perché la Squadra Ginew non gli risponde, vede il cielo diventare scuro e non capisce cosa sta accadendo. |                   |                |
| 76  | I tre desideri 「神様も生き返った! 超神龍でピッコロが復活」 - Kamisama mo Ikikaetta! Sūpā Shen Long de Pikkoro ga Fukkatsu | 30 gennaio 1991   | 29 giugno 2000 |
| 76  | Indecisi su quale amico resuscitare per primo, Gohan e Crilin vengono contattati telepaticamente da Piccolo che chiede di tornare in vita così da ripristinare le sfere terrestri: col secondo desiderio il namecciano viene invece trasportato sul pianeta senza che Dende abbia però specificato il luogo, ma la terza richiesta — che un sopraggiunto Vegeta vuole usare per ottenere l'immortalità — non può essere espressa in quanto l'anziano saggio decede all'improvviso causando anche la scomparsa del drago Polunga. A peggiorare il tutto è l'arrivo di Freezer, deciso a vendicarsi per non essere potuto diventare a sua volta immortale. |                   |                |
| 77  | L'unione 「最強戦士の誕生か!? ネイルとピッコロが合体」 - Saikyō Senshi no Tanjō ka!? Neiru to Pikkoro ga Gattai | 6 febbraio 1991   | 30 giugno 2000 |
| 77  | Mentre Piccolo si dirige sul luogo dello scontro, Freezer inizia a lottare con Vegeta e i loro poteri sembrano equivalersi scatenando danni negli isolotti e nel mare circostante: il Saiyan rivela però che il suo nemico dispone di trasformazioni speciali con le quali cambiare la propria forza ma, fiducioso di poterlo battere con l'aiuto di Crilin e Gohan, incoraggia l'avversario a compiere la mutazione. Il namecciano incontra intanto un morente Nail e dopo qualche reticenza si unisce a lui generando un essere ancor più potente. |                   |                |
| 78  | La trasformazione 「悪夢の超変身!! 戦闘力100万のフリーザ」 - Akumu no Chōhenshin!! Sentōryoku Hyakuman no Furīza – "Una spaventosa super trasformazione! Il livello di combattimento di Freezer raggiunge un milione" | 13 febbraio 1991  | 1º luglio 2000 |
| 78  | Svelato il segreto sulle sue trasformazioni, Freezer racconta anche a Vegeta di come anni prima annientò il popolo dei Saiyan e il loro pianeta per la ribellione compiuta dai guerrieri: l'alieno dà quindi inizio alla propria evoluzione, raggiungendo un enorme corpo munito di corna grazie alle quali trafigge Crilin che aveva tentato di proteggere Dende. |                   |                |
| 79  | La rabbia di Gohan 「ここまでか!? 凶悪超絶パワーが悟飯を襲う」 - Koko made ka!? Kyōaku Chōzetsu Pawā ga Gohan o Osō – "Questa è la fine? Un potere trascendente colpisce brutalmente Gohan" | 20 febbraio 1991  | 3 luglio 2000  |
| 79  | Ferito e sanguinante, Crilin viene scagliato dal tiranno spaziale nel mare sottostante: la sorte dell'amico risveglia in Gohan una forte rabbia, spingendo il bambino ad attaccare con mosse energetiche e fisiche Freezer tanto da mandarlo brevemente al tappeto. Piccolo intanto è sempre più vicino al luogo dello scontro, e la sua aura viene avvertita anche da Goku nella vasca di rianimazione. |                   |                |
| 80  | L'arrivo di Junior 「一気に形勢逆転!! 遅れてきた戦士·ピッコロ」 - Ikki ni Keisei Gyakuten!! Okurete Kita Senshi - Pikkoro | 27 febbraio 1991  | 4 luglio 2000  |
| 80  | Dende recupera Crilin dal mare, salvandolo dall'annegamento e curando le sue ferite mentre Freezer — che ha riportato lievi danni dall'attacco di Gohan — si accanisce per vendetta sul bambino neutralizzando anche un assalto a sorpresa di Vegeta; Crilin si è intanto ripreso e distrae così il nemico, ma questi sembra troppo forte malgrado la superiorità numerica dei terrestri. Sul luogo della battaglia giunge finalmente Piccolo, deciso a regolare da solo i conti col tiranno. |                   |                |
| 81  | Freezer è in difficoltà 「ピッコロの自信! フリーザを倒すのはオレだ」 - Pikkoro no Jishin! Furīza o Taosu no wa Ore da | 6 marzo 1991      | 5 luglio 2000  |
| 81  | Piccolo inizia a lottare con Freezer, riconoscendone i poteri grazie alla memoria acquisita da Nail: dopo un breve tentativo di fuga da parte di Vegeta, subito intercettato dall'alieno, lo scontro riprende e il namecciano sembra l'unico in grado di sconfiggere il tiranno. Goku, che percepisce dalla vasca la potenza dell'amico, è nel frattempo sempre più vicino a risvegliarsi. |                   |                |
| 82  | La seconda trasformazione 「出撃だ悟空!! 激怒のフリーザが第2の変身」 - Shutsugeki da Gokū!! Gekido no Furīza ga Daini no Henshin | 13 marzo 1991     | 6 luglio 2000  |
| 82  | Piccolo si libera dei pesanti mantello e turbante, continuando in suo vantaggio la lotta: Freezer decide quindi di ricorrere alla sua terza trasformazione, una forma con cui eleva esponenzialmente velocità e forza. In questo stadio riguadagna nuovi poteri, surclassando Piccolo tanto da spingere Gohan e Crilin a soccorrerlo. |                   |                |
| 83  | Non voglio salvare Vegeta! 「恐怖しろ!! フリーザは3度の変身で勝負する」 - Kyōfu Shiro!! Furīza wa Sando no Henshin de Shōbu Suru | 20 marzo 1991     | 7 luglio 2000  |
| 83  | Piccolo viene salvato dagli amici, ma Freezer dà inizio alla sua ultima trasformazione con cui raggiungere lo stadio perfetto: notando come Dende ha curato gli altri e la nuova salute ripresa da questi, Vegeta chiede a Crilin di ferirlo gravemente così da farsi poi guarire dal piccolo sacerdote e avvicinarsi al livello di Super Saiyan. Il piano riesce dopo qualche esitazione del giovane namecciano, mentre l'alieno ha ormai ottenuto la sua forma finale. I poteri del nemico impressionano anche Goku, ormai prossimo a uscire dalla vasca. |                   |                |
| 84  | Addio Dende 「デンデの死... でてこい! とびきり全開パワー」 - Dende no Shi... Dete Koi! Tobikiri Zenkai Pawā | 27 marzo 1991     | 10 luglio 2000 |
| 84  | Nel suo ultimo stadio, Freezer uccide Dende così da impedire che Vegeta e gli altri possano curarsi ancora dimostrando nel complesso una forza irraggiungibile per gli avversari: salvato Gohan da un colpo alla velocità della luce, il Saiyan si appresta a combattere da solo contro l'alieno dichiarandosi fiducioso di aver raggiunto il livello estremo. |                   |                |
| 85  | L'ultima speranza 「待ちに待ったぜ、この瞬間!!! 孫悟空が復活だ」 - Machi ni Matta ze, Kono Shunkan!!! Son Gokū ga Fukkatsu da | 3 aprile 1991     | 11 luglio 2000 |
| 85  | Vegeta scatena i suoi nuovi poteri, accresciuti grazie alla precedente cura di Dende, ma nemmeno un attacco in grado di far esplodere il pianeta impensierisce Freezer che respinge l'energia fuori da Namek: surclassato dal nemico, il Saiyan si ritrova in lacrime e senza difese contro un tiranno deciso a vendicarsi per il tradimento. Goku ha intanto terminato il processo di rianimazione e abbandona la vasca dirigendosi sul luogo di battaglia, dove Freezer ha preso a torturare Vegeta. |                   |                |
| 86  | La fine di Vegeta 「無念...!! 誇り高きサイヤ人·ベジータ死す」 - Munen...!! Hokori Takaki Saiyajin Bejīta Shisu | 10 aprile 1991    | 12 luglio 2000 |
| 86  | Arrivato in tempo per salvare Vegeta, ormai in fin di vita, Goku assiste alla morte di questi dopo un attacco lanciatogli da Freezer in quanto annoiato dalle provocazioni del Saiyan: seppellito in una fossa il corpo, dopo le suppliche di Vegeta di annientare il nemico e vendicare la razza sterminata, l'eroe si accinge a lottare col tiranno nel pieno dei suoi poteri. |                   |                |
| 87  | Comincia la battaglia finale 「超決戦の幕開けだ!! おめえだけはオラが倒す」 - Chō Kessen no Makuake da!! Omēdake wa Ora ga Taosu | 17 aprile 1991    | 13 luglio 2000 |
| 87  | Goku inizia ad affrontare Freezer; entrambi parano ed evitano i colpi dell'altro, mentre Piccolo si allontana con gli altri, poiché sarebbero solo d'intralcio alla battaglia. Nel frattempo il re Kaioh sul suo pianeta informa Yamcha e gli altri della morte di Vegeta e dell'inizio dello scontro finale, ma nonostante la preoccupazione iniziale si rivela anche compiaciuto dell'andamento di Goku. Freezer, anch'esso rimasto colpito dal Saiyan, sfrutta la lava per cercare di uccidere Goku, ma quest'ultimo ne esce indenne evitando di finirci dentro. |                   |                |
| 88  | Freezer si scatena 「激突の2大超パワー! 本気同士の肉弾戦!!!」 - Gekitotsu no Ni Dai Chō Pawā! Honki Dōshi no Nikudan Sen!!! | 24 aprile 1991    | 14 luglio 2000 |
| 88  | Goku e Freezer continuano il combattimento. Entrambi escogitano piani e attacchi molto elaborati, ma quella che sembrava un'epica lotta fra titani non era nient'altro che un semplice riscaldamento. |                   |                |
| 89  | L'incontro fra Bulma e Giniu 「フリーザ恐怖の宣言! 手を使わずお前を倒す」 - Furīza Kyōfu no Sengen! Te o Tsukawazu Omae o Taosu | 1º maggio 1991    | 17 luglio 2000 |
| 89  | Mentre lo scontro tra Freezer e Goku imperversa Bulma, non troppo lontana dal campo di battaglia, incontra il ranocchio Ginew e lo prende in simpatia, visto che quest'ultimo, mentre stanno mangiando, è talmente buffo che le fa fare quelle risate che le mancavano da tempo. Ginew però la coglie alla sprovvista e riesce ad effettuare su di lei lo scambio dei corpi grazie a un traduttore da lei creato. |                   |                |
| 90  | Goku e Freezer a confronto 「ハッタリじゃねえぞ!! 大胆素敵な奴·孫悟空」 - Hattari ja nē zo!! Daitan Suteki na Yatsu - Son Gokū | 8 maggio 1991     | 18 luglio 2000 |
| 90  | Freezer comincia a combattere usando un po' più di potenza e Goku si trova subito in grande difficoltà. Nel frattempo Ginew, nei panni di Bulma, ha raggiunto gli altri guerrieri con la moto volante di lei (mentre la povera Bulma in versione ranocchio lo tampina) e, dopo aver osservato con estremo piacere Freezer trasformato nel suo stadio finale e aver insospettito Crilin e Gohan con i suoi discorsi, tenta di rubare il corpo di Piccolo. |                   |                |
| 91  | Goku al contrattacco 「決着だ!!炎の化身 20倍界王拳のカメハメ波」 - Ketchaku da!! Honō no Keshin Nijūbai Kaiōken no Kamehameha | 15 maggio 1991    | 19 luglio 2000 |
| 91  | Gohan riesce a impedire a Ginew di impadronirsi del corpo di Piccolo lanciando il ranocchio (Bulma) sulla traiettoria della tecnica dello scambio di corpi. Ginew torna quindi a essere un ranocchio, mentre Bulma si riappropria del suo corpo. Intanto Goku è in netto svantaggio contro Freezer, che con un singolo colpo taglia in due parti il pianeta Namecc; dopo essere stato trattenuto in acqua dal nemico, Goku sogna tutti i suoi cari eliminati dal tiranno, e quindi si risveglia e colpisce il suo nemico con un Kaiohken x20, ma non riuscendo lo stesso a distruggerlo: ora Freezer è accecato dall'ira per essere stato ferito da Goku con la Kamehameha. |                   |                |
| 92  | L'ultima carta di Goku 「超特大の元気玉 これが最後の切り札だ!!」 - Chō Tokudai no Genki Dama Kore ga Saikyō no Kirifuda da!! | 22 maggio 1991    | 20 luglio 2000 |
| 92  | Goku non riesce più a tenere testa a Freezer che con la sua potenza lo sta surclassando, ma ci penserà Vegeta, seppure da morto, a ricordargli chi è veramente e a non lasciarsi sconfiggere. Ormai rimane un'unica carta da giocare: la Sfera Genkidama. |                   |                |
| 93  | L'intervento di Junior 「チャンスを生かせ!! ピッコロ捨て身の援護射撃」 - Chansu o Ikase!! Pikkoro Sutemi no Engo Shageki | 29 maggio 1991    | 21 luglio 2000 |
| 93  | Goku chiede l'aiuto di tutti per creare la Genkidama, e la inizia a preparare. Freezer non capisce per quale motivo l'avversario se ne stia fermo con le braccia alzate, fino a quando, spazientito, inizia a colpirlo lo stesso. Piccolo, capita la strategia di Goku, distrae Freezer, facendosi malmenare da quest'ultimo per tenerlo occupato in modo da lasciare più tempo possibile a Goku per formare la sfera. |                   |                |
| 94  | La sfera dall'enorme potere 「元気玉の超破壊力!! 生き残ったのは誰だ!?」 - Genki Dama no Chō Hakairyoku!! Ikinokotta no wa Dare da!? | 5 giugno 1991     | 23 luglio 2000 |
| 94  | Piccolo ormai è stremato, e viene atterrato da Freezer con un ultimo colpo. Goku nel frattempo è riuscito a completare la Sfera Genkidama, che ora è gigante, perciò la scaglia contro Freezer, che, accortosi del pericolo, oppone la massima resistenza con tutto il suo corpo ma viene spinto a terra fino a soccombere sotto il suo enorme potere. |                   |                |
| 95  | Goku si trasforma 「ついに変身!! 伝説の超サイヤ人·孫悟空」 - Tsui ni Henshin!! Densetsu no Sūpā Saiyajin Son Gokū | 12 giugno 1991    | 23 luglio 2000 |
| 95  | Re Kaioh informa Yamcha, Tenshinhan e Jiaozi che Freezer è stato finalmente eliminato, e questi sconfiggono definitivamente i componenti della Squadra Ginew chiamati dallo stesso Re Kaioh. Su Namecc Goku, Piccolo, Crilin e Gohan si rialzano e gioiscono per la sconfitta di Freezer. Purtroppo però Freezer è riuscito a sopravvivere, e inizia a colpire gli amici di Goku: prima, nel tentativo di colpire lo stesso Goku con un raggio, ferisce gravemente Piccolo che l'aveva scansato con una spallata (subendo lui il colpo), dopodiché blocca il corpo di Crilin, lo fa volare e infine lo fa letteralmente esplodere. Questo fa sì che Goku, per la forte rabbia, inizi una trasformazione fisica che lo porta a diventare il leggendario Super Saiyan, mentre Gohan lo osserva allibito. |                   |                |
| 96  | La vendetta di Goku 「怒り爆発!! 悟空よ、みんなの仇を討ってくれ」 - Ikari Bakuhatsu!! Gokū yo, Minna no Kataki o Uttekure | 19 giugno 1991    | 24 luglio 2000 |
| 96  | Freezer tenta di colpire Gohan mentre in volo sta portando via Piccolo, ma Goku si teletrasporta davanti a lui, gli prende la mano con cui stava per far partire il raggio e gliela stritola: ricomincia così il duello, e ora che Goku è trasformato nel leggendario Super Saiyan è in netto vantaggio sull'avversario, riuscendo a respingere tutti i colpi più letali dell'avversario. |                   |                |
| 97  | Il pianeta Namecc è in pericolo 「ナメック星消滅か!? 大地を貫く魔の閃光」 - Namekkusei Shōmetsu ka!? Daichi o Tsuranuku Ma no Senkō | 26 giugno 1991    | 25 luglio 2000 |
| 97  | Freezer, rimasto esterrefatto dalla forza dell'avversario, lancia un attacco diretto al nucleo del pianeta Namecc per distruggerlo, in modo da fare morire anche Goku, che al contrario del tiranno spaziale non può sopravvivere nello spazio aperto. Il colpo di Freezer non ha però avuto l'effetto desiderato: temendo di non sopravvivere all'esplosione del pianeta Freezer si è trattenuto più del dovuto nel colpire Namecc, il quale sarà comunque destinato a esplodere in poco tempo, poiché il nucleo è ormai danneggiato irreversibilmente. Intanto Dio, risorto assieme a Piccolo e ora di nuovo nel suo palazzo, avverte telepaticamente re Kaioh che presto Popo riunirà tutte e sette le sfere del drago. |                   |                |
| 98  | Freezer al cento per cento 「勝つのはオレだ... 生き残りをかけた最終攻撃」 - Katsu no wa Ore Da... Ikinokori o Kaketa Saishū Kōgeki | 10 luglio 1991    | 26 luglio 2000 |
| 98  | Gohan raggiunge Bulma e la preleva dal punto dove si trovava, portandola in volo verso la navicella di Goku e raccontandole rapidamente cos'era accaduto fino a quel momento. Freezer raggiunge la potenza massima della sua ultima trasformazione e ottiene la forza necessaria a combattere contro Goku trasformato in Super Saiyan. Nonostante le preoccupazioni del re Kaioh, che spronava Goku ad attaccare il nemico, quest'ultimo lascia che l'avversario raggiunga il 100% del suo potenziale. Con i suoi pieni poteri Freezer non lascia scampo al Super Saiyan, che viene sopraffatto. Dopo una raffica di colpi, Freezer rivela all'avversario di avergli dato solo una piccola dimostrazione della sua vera potenza e di non aver ancora iniziato a fare sul serio, ma Goku sembra contento di ciò, affermando che sarebbe stato deluso se Freezer non avesse saputo fare di meglio. Il Saiyan, infatti, dimostra di essere in grado di resistere agli attacchi del tiranno e di essere forte tanto quanto lui. |                   |                |
| 99  | Il risveglio del drago Scenron 「神龍よ宇宙を走れ!! 迫るナメック星消滅の時」 - Shen Long yo Uchū o Hashire!! Semaru Namekkusei Shōmetsu no Toki | 17 luglio 1991    | 27 luglio 2000 |
| 99  | Lo scontro tra Goku e Freezer continua; nel frattempo Bulma e Gohan raggiungono la navicella, vi entrano e dopo averla attivata parte un collegamento video su uno schermo con Chichi sulla Terra, mentre re Kaioh si informa sui poteri di Shenron ed escogita un piano. Vuole riportare in vita tutti coloro che sono morti a causa di Freezer e la sua banda, riportando in vita quindi anche il Capo Anziano per il poco che gli resta e ripristinando perciò anche Polunga con un terzo desiderio da esprimere. Popo quindi evoca Shenron ed esprime il desiderio. |                   |                |
| 100 | Scenron in azione 「ボクは孫悟空の息子だ!! 悟飯、再び決戦場へ」 - Boku wa Son Gokū no Musuko da!! Gohan, Futatabi Kessenjō e | 24 luglio 1991    | 28 luglio 2000 |
| 100 | Il desiderio che viene chiesto a Shenron è di riportare in vita le persone uccise da Freezer e dai suoi uomini, compreso Vegeta, che riemerge dal luogo dove Goku l'aveva seppellito. Tutti i namecciani dunque risorgono nei rispettivi villaggi, trovandosi un po' spaesati, e con loro pure Dende e il Capo Anziano, grazie al quale riappare il drago Polunga. Nel frattempo Freezer crea una barriera di energia intorno al suo corpo e si lancia con tutta la sua forza contro la Kamehameha a piena potenza di Goku. Freezer tiene testa al colpo del Super Saiyan e si avvicina a sufficienza all'avversario da riuscire a sorprenderlo cambiando inaspettatamente traiettoria, per poi travolgerlo con un attacco volante. Goku viene quindi scagliato da Freezer nel magma incandescente del pianeta, che riesce a tramortirlo. Non avvertendo più l'aura del padre Gohan teme che Freezer sia riuscito a sconfiggerlo e decide quindi di tornare sul campo di battaglia per cercare di prendere tempo affinché il tiranno perisca nell'esplosione del pianeta. Tuttavia Freezer si accorge del suo piano e si appresta a eliminare anche lui, ma proprio in quel momento Goku si riprende, riemergendo dalle viscere del pianeta e dimostrando di essere ancora vivo. Intanto il re Kaioh si mette in contatto con il Capo Anziano per il terzo desiderio per il drago Polunga. |                   |                |
| 101 | Il terzo desiderio 「オレはこの星に残る!! 勝利への最後の願い」 - Ore wa Kono Hoshi ni Nokoru!! Shōri e no Saigo no Negai | 31 luglio 1991    | 30 luglio 2000 |
| 101 | Ora che Polunga è tornato si può esprimere l'ultimo desiderio: trasferire tutti tranne Freezer sulla Terra. Prima che il desiderio venga espresso, però, Goku chiede di apportare una modifica: anche lui vuole restare su Namecc per poter continuare lo scontro con Freezer. Il re Kaioh, anche se titubante, onora questo desiderio del Saiyan. Il Capo Anziano manda Dende, essendo il più vicino, a richiedere il desiderio, intanto anche Vegeta constata di essere tornato in vita e vede Goku trasformato in Super Saiyan. Freezer si accorge di Polunga e lo raggiunge reclamando la vita eterna, ma la sua richiesta viene ignorata e viene invece pervenuta quella di Dende in quanto espressa in lingua namecciana. Ora che Namecc è disabitato, anche se in condizioni sempre più critiche per le continue esplosioni e crepe che lo contraddistinguono dopo il colpo di Freezer, Goku e l'alieno possono concludere il loro combattimento. |                   |                |
| 102 | Ultimo round 「とことんやろうぜ!! 消えゆく星に残った二人」 - Tokoton Yarōze!! Kieyuku Hoshi ni Nokotta Futari | 7 agosto 1991     | 30 luglio 2000 |
| 102 | Freezer avverte Goku che il pianeta Namecc sta per esplodere, tant'è vero che il paesaggio è radicalmente mutato: tutt'attorno vi sono esplosioni di lava e magma incandescente, mentre sul mare si formano continuamente vortici che mandano per aria piccoli sassi, il terreno pian piano si sgretola ovunque e il cielo si è tinto di un rosso minaccioso, con lampi e saette a squarciarlo. Malgrado ciò, Goku e Freezer continuano a combattere scambiandosi attacchi sempre più potenti. Il tiranno è inizialmente in vantaggio, ma il giovane Saiyan tiene testa al nemico con una strenua resistenza. Nel frattempo, sulla Terra, in un posto in mezzo al verde dove tutti i namecciani, Gohan e Bulma sono stati trasportati grazie al desiderio di Polunga, Vegeta inizia a marchiare il territorio, minacciando i presenti che se Goku e Freezer periranno entrambi nell'esplosione di Namecc di conseguenza lui diventerebbe il guerriero più forte della galassia. Piccolo, Gohan e tutti gli altri sono in apprensione per la sorte di Goku, ma Gohan crede fermamente che suo padre alla fine vincerà e tornerà, perché gliel'aveva promesso appena prima di lasciarlo andare. |                   |                |
| 103 | Fine del gioco?! 「哀れフリーザ! 震えだしたら止まらない!!」 - Aware Furīza! Furue Dashitara Tomaranai!! | 14 agosto 1991    | 31 luglio 2000 |
| 103 | Il combattimento tra Goku e Freezer prosegue, diventando sempre più feroce: la forza dei due combattenti si equivale e la loro battaglia sembra quindi non trovare risoluzione. Tuttavia, ad un certo punto dello scontro, Freezer comincia a mostrare segni di cedimento, esaurendo la sua energia. A causa di ciò il tiranno inizia a subire sempre più i colpi del Super Saiyan, non avendo più le forze per reagire. Accortosi che la sconfitta di Freezer è ormai imminente, Goku lo informa di aver raggiunto il suo obiettivo e decide di abbandonare il pianeta lasciando il suo nemico vivo, ma con l'umiliazione non solo di essere stato sconfitto ma che finalmente anche lui si era reso conto che nella galassia esiste un guerriero più forte di lui, e per ironia della sorte si trattava proprio di un Saiyan. Freezer però, offeso e irritato da queste sue affermazioni e in particolare dal fatto che il Saiyan gli aveva detto che non c'era più gusto a battersi con un avversario che tremava dalla paura, non si arrende e cerca di colpire Goku alle spalle con un Tsuibi Kienzan, con il quale inizia a braccarlo. Il Super Saiyan, dandogli del folle, è costretto a trasformarsi nuovamente per concludere l'incontro. |                   |                |
| 104 | La sconfitta di Freezer 「悟空の勝利宣言だ!! フリーザが自滅する時...」 - Gokū no Shōri Sengen da!! Furīza ga Jimetsu suru Toki... | 21 agosto 1991    | 1º agosto 2000 |
| 104 | Sulla Terra Vegeta ripensa alle umiliazioni che aveva dovuto subire quando era al servizio di Freezer, in compagnia di Nappa e Radish: una volta infatti si era risentito per il fatto che, orgoglioso di aver appena conquistato con gli altri Saiyan un pianeta sterminandone la popolazione, il suo capo gli avesse fatto notare che ci aveva messo quattro giorni, quando anche ai suoi sottoposti Zarbon e Dodoria sarebbe bastato al massimo un giorno, per cui Freezer non gli avrebbe dato alcuna ricompensa e a Vegeta non restava che scusarsi e andarsene mestamente, bloccando un tentativo di attacco di Nappa; uscendo dalla base Nappa rivelò a Vegeta che aveva appreso che era stato Freezer a distruggere il loro pianeta natio, e non un meteorite come avevano sempre creduto. Su Namecc intanto Goku cerca ancora di sconfiggere il suo avversario: inseguito ora da ben due Tsuibi Kienzan si lancia contro il tiranno malmenandolo e facendogli perdere il controllo dei dischi, e alla fine Freezer, scombussolato dai colpi subiti, dopo essere sprofondato di mezzo metro al suolo riemerge ma si trova esattamente sulla traiettoria di uno dei suoi attacchi energetici a inseguimento, e nonostante Goku l'avesse avvertito di non rialzarsi in quel momento il suo corpo viene tagliato a metà. Goku ora decreta che lo scontro è ufficialmente finito, ma Freezer, a terra senza più forze, inizia a supplicarlo con un filo di voce di aiutarlo: Goku allora, impietosito dalle condizioni e dalle suppliche del nemico, gli dona una piccola parte della sua aura per permettergli di rimettersi abbastanza in sesto da sopravvivere, ricomporre il suo corpo e mettersi in salvo. |                   |                |
| 105 | Goku contro Freezer: la fine 「フリーザ敗れる!! すべての怒りをこめた一撃」 - Furīza Yabureru!! Subete no Ikari o Kometa Ichigeki | 28 agosto 1991    | 2 agosto 2000  |
| 105 | Il namecciano Moori si accorge che sulla Terra mancano Tsuno e gli altri abitanti del suo villaggio, al che Vegeta gli spiega che sono morti per mano sua e che lui, non lavorando più per Freezer, non ha permesso che essi potessero resuscitare. Intanto il Capo Anziano di Namecc muore di vecchiaia, e con lui le sfere del drago precipitate anch'esse sulla Terra, così, riuniti tutti i namecciani attorno a lui, conferisce a Moori il ruolo di nuovo Capo Anziano (e quindi di creatore delle sfere), mentre Dende rivela a Gohan che Polunga può ridare la vita a chi è morto più di una volta purché per mano altrui, motivo per cui sia Crilin che Jiaozi potranno tornare in vita. Intanto Freezer deride il suo avversario che lo ha risparmiato, facendogli presente che solo lui è in grado di sopravvivere nello spazio aperto, per cui nonostante la sconfitta sarà lui a salvarsi in tempo dalla distruzione di Namecc, mentre Goku, seppur uscito vincitore dalla battaglia, finirà per morire assieme al pianeta che sta ormai per esplodere, dilaniato dai continui cataclismi atmosferici. Nonostante il tempo stringa, Goku è fiducioso del fatto che anche lui riuscirà a sopravvivere e, non preoccupato, comincia ad allontanarsi. Vedendo il Super Saiyan voltargli le spalle, Freezer ripensa a tutto il loro durissimo scontro fin dal momento in cui era comparso, e non riesce proprio a rassegnarsi all'idea di essere stato sconfitto: così, furibondo, in un ultimo disperato tentativo prova ancora una volta ad uccidere il Saiyan, attaccandolo alle spalle con un potente raggio energetico; stavolta Goku, accortosi del colpo in arrivo, dopo avergli dato nuovamente del folle non può fare altro che respingere di nuovo l'attacco di Freezer con un altro raggio di energia, chiudendo lo scontro definitivamente. |                   |                |
| 106 | L'esplosione 「ナメック星大爆発!! 宇宙に消えた悟空」 - Namekkusei Dai Bakuhatsu!! Uchū ni Kieta Gokū | 4 settembre 1991  | 3 agosto 2000  |
| 106 | Freezer è stato sconfitto, ma Goku deve comunque trovare un modo per fuggire da Namecc, prima dell'esplosione del pianeta. Goku raggiunge e cerca di far partire l'astronave di Freezer con i comandi, ma non ci riesce, e questa precipita nel magma incandescente. L'intero Namecc esplode scomparendo dall'universo insieme a Goku. Yamcha tramite il re Kaioh informa Bulma e gli altri. Inizialmente sembra tutto a posto perché Polunga può riportare in vita le persone già resuscitate una volta, ma ad interrompere l'entusiasmo interviene il re Kaioh: Goku e Crilin tornerebbero in vita nello spazio aperto, poiché Namecc non esiste più, e quindi rimorirebbero all'istante. Sulla Terra, Vegeta appare gioioso, così Gohan lo attacca e tra i due esplode una rissa. |                   |                |
| 107 | Di nuovo tutti insieme 「生きていた孫悟空 Z戦士が全員復活だ!!」 - Ikiteita Son Gokū Zetto Senshi ga Zen'in Fukkatsu da!! | 11 settembre 1991 | 4 agosto 2000  |
| 107 | Vegeta svela a Bulma e gli altri il sistema per riportare in vita anche Goku e Crilin. Bulma ospita alla Capsule Corporation i namecciani. Quando le sfere namecciane tornano a essere attive il drago Polunga viene chiamato e gli vengono espressi i seguenti desideri: trasferire l'anima di Crilin sulla Terra; resuscitare Crilin e riportare in vita Yamcha. Polunga comunica a tutti che Goku è ancora vivo e che tornerà a casa fra un po' di tempo, così Vegeta capendo che il suo avversario si sta allenando prende l'astronave del Dr. Brief e parte in cerca di Goku. Dopo questi tre desideri le sfere si disperdono per il pianeta e Polunga viene richiamato quando le sfere sono nuovamente attive. Come desiderio gli viene chiesto di resuscitare Tenshinhan e Jiaozi e di trasferire i namecciani su un nuovo pianeta. |                   |                |

## Home video
Gli episodi della terza stagione di Dragon Ball Z sono compresi nei dischi dal 13 al 18 dell'edizione in DVD giapponese, pubblicati il 19 marzo 2003 all'interno del primo volume di Dragon Box Z hen e poi ad uscite individuali tra il 1º marzo e il 5 aprile 2006.
| N° | Data          | Episodi | Fonte  |
| -- | ------------- | ------- | ------ |
| 13 | 1º marzo 2006 | 73-78   | [ 14 ] |
| 14 | 1º marzo 2006 | 79-84   | [ 15 ] |
| 15 | 1º marzo 2006 | 85-90   | [ 16 ] |
| 16 | 5 aprile 2006 | 91-96   | [ 17 ] |
| 17 | 5 aprile 2006 | 97-102  | [ 18 ] |
| 18 | 5 aprile 2006 | 103-108 | [ 19 ] |